# Gödenroth
Gödenroth település Németországban, Rajna-vidék-Pfalz tartományban. Lakosainak száma 466 fő (2023. december 31.). Gödenroth Beltheim és Braunshorn községekkel határos.

## Népesség
A település népességének változása:
| Lakosok száma | 377  | 472  | 470  | 479  | 489  | 466  |
|               | 1975 | 2017 | 2019 | 2021 | 2022 | 2023 |